# Carlton in Lindrick
Carlton in Lindrick is een civil parish in het bestuurlijke gebied Bassetlaw, in het Engelse graafschap Nottinghamshire met 5623 inwoners.